# Centre culturel Jean-Jaurès (Nevers)
Pour les articles homonymes, voir Jean Jaurès.
Le centre culturel Jean-Jaurès est un édifice situé rue Jean-Jaurès à Nevers, en France. Ce centre culturel complet est établi dans l'ancien couvent des Ursulines.

## Description

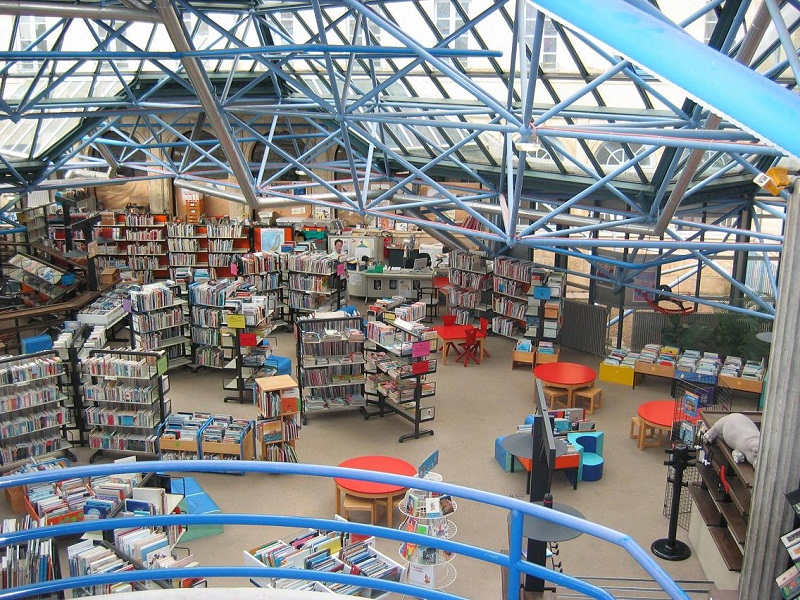
Vue intérieure du centre culturel

## Prestations
Cet ensemble de bâtiments abrite toutes les activités culturelles et artistiques possibles : l'auditorium, le fonds François-Mitterrand (conservation des livres d'auteurs locaux, bibliothèque municipale, médiathèque, internet), etc.